# Hiéroglyphe égyptien S13
L'or et jambe, en hiéroglyphes égyptiens, est classifié dans la section S « Couronnes, vêtements, sceptres, etc. » de la liste de Gardiner ; il y est noté S13.

## Représentation
Il représente la combinaison en monogramme d'un collier d'or et de perle (hiéroglyphe S12) sur une jambe (hiéroglyphe D58). Il est translittéré nb(j).

## Utilisation
| S12 |

| S12 |

| D58 |

| D58 |

| D58 |

| D58 |